# 永合会镇
永合会镇，是中华人民共和国河北省邯郸市永年区下辖的一个行政建制镇。

## 行政区划
永合会镇下辖以下地区：
永二村、永一村、永三村、张窑村、吴庄村、陈沟村、李沟村、冀窑村、庄沟村、郭窑村、东石山村、大油村、小油村、台口村、娄里村、高窑村、大石山村、里三窑村、张边村、王边村、东阳窑村、王窑村、焦窑村、米窑村、西阳窑村、新安村和海军八一一厂社区。